# Núria Parés i Borrell
Núria Parés i Borrell (Palafrugell, 27 de juliol del 1928 - 29 d'abril de 2003) va ser modista, professora de gimnàstica i massatgista. Fou una emprenedora en el sector esportiu, guanyà diversos concursos de fotografia i participà en diverses obres de teatre i en cinema amateur. L'any 1970, deixà les agulles i inaugurà, al carrer de la Tarongeta, 21 de Palafrugell, l'Institut de Bellesa Dama d'Elx, que, a banda de ser un centre d'estètica, fou el primer espai a la vila per a la pràctica de la gimnàstica, que alhora es complementava amb aparells revolucionaris per l'època: una cinta vibradora, un aparell de sauna, dutxes, barres asimètriques i espatlleres, terra de parquet de fusta i, fins i tot, un piano.
Fou innovadora en instaurar en exclusiva, al seu centre, el “Mètode Jane Fonda” (actriu nord-americana famosa per fer negocis amb els tutorials de fitness) per la qual cosa, es va haver d'anar a formar a Barcelona durant gairebé dos anys. Les classes, sota el mètode “En forma con Jane Fonda”, incloïen escalfament i diversos exercicis aeròbics. Foren tot un èxit d'assistència per part de moltes dones de Palafrugell i de les rodalies, i varen revolucionar els anys 70 i 80. Núria tenia, aleshores, quaranta-dos anys.
Parés té una marca de 5.000 m marxa de l'Estadi Municipal Josep Pla i Arbonès de Palafrugell en la categoria de veterans. A banda, la seva contínua formació es complementava amb l'acompanyament del seu espòs, Josep Maria Vives i Sureda, en la pràctica de diversos esports com ara anar a córrer, el llançament de javelina, el ciclisme, l'esquí o el piragüisme, entre d'altres. La peculiaritat en aquest darrer fou que ells mateixos, juntament amb una altra parella d'esportistes de Palafrugell, Dolors Xicars Albi i Salvi Bofill Corominas, es varen fabricar una piragua de fusta, totalment artesanal, doncs Josep Maria Vives –a banda de ser un gran esportista– era fuster i ebenista de professió. A més, foren els primers en fer la baixada del riu Ter des de Girona fins a la seva desembocadura a la platja de Pals. El matrimoni Vives-Parés també va participar de manera activa al Carroussel Costa Brava, dissenyant i preparant tota mena de carrosses, d'entre les quals destaca Tutankamon (1970), que consolidava Josep Vives com a mestre carrossaire.
Un any més tard, el 1971, l'avantguardista Institut de Bellesa Dama d'Elx es convertia en la primera escola de ballet del municipi i passava a anomenar-se El Estudio de Ballet, dirigit per la seva filla Núria Vives i Parés. Aleshores, mare i filla compartiren el centre amb respectives disciplines fins a la jubilació de Núria Parés, el 1990.
Gràcies a l'afició del matrimoni Vives-Parés a la fotografia, hi ha una extensa documentació que va ser conservada per ells mateixos fins al seu ingrés a l'Arxiu Municipal de Palafrugell. Es destaquen nombrosos retrats sobre varis aspectes de la vila de Palafrugell, però també sobre les seves aficions personals, com per exemple: la de carrossaires, el cinema amateur, l'escultura i el dibuix i la pràctica de diversos esports, així com la participació en Campionats de Veterans d'Atletisme amb moltes medalles al seu palmarès.